# Carmela Schmidt
	Carmela Yvonne Schmidt (Halle, 16 mei 1962) is een Oost-Duits zwemster.

## Biografie
Schmidt won tijdens de Olympische Zomerspelen van 1980 de gouden medaille op de 4x100 m vrije slag, Schmidt kwam alleen in actie in de series, de spelen van 1980 waren de eerste waarbij de zwemmers uit de series ook een medaille ontvingen. Individueel won Schmidt olympisch brons op de 200m en 400m vrije slag.

## Internationale toernooien
| Jaar | Olympische Spelen                                                                     | Europese kampioenschappen                           |
| ---- | ------------------------------------------------------------------------------------- | --------------------------------------------------- |
| 1980 | 200m vrije slag · 400m vrije slag · 4x100 m vrije slag · Schmidt zwom enkel de series |                                                     |
| 1981 |                                                                                       | 200m vrije slag · 400m vrije slag · 800m vrije slag |